# زمعة

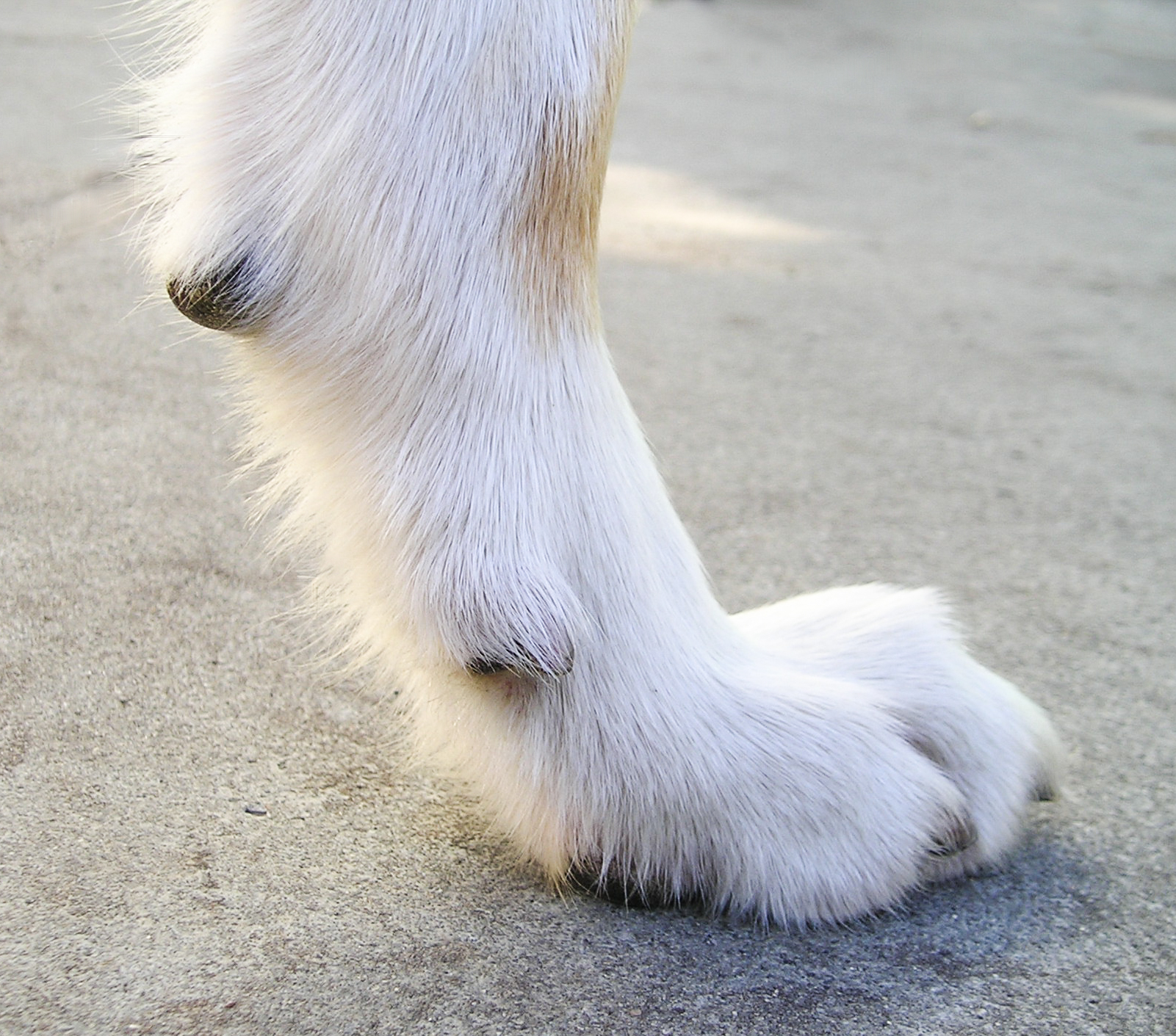
الزمعة هي الندبة السوداء الأقرب إلى الأرض.

الزَّمَعة هي برثن أثاري لا يصل الأرض أثناء المشي يوجد في أرجل بعض الثدييات والطيور والزواحف ويظهر بصورة أكبر لدى الحيوانات الإصبعية ويكون كالخنجر الحاد لبعض السنوريات لأنها عند الصيد تغرس الزمعة في جلد الفريسة بحيث لا تستطيع الأفلات منها. 